# Korea jindo dog
Korea jindo dog är en hundras från Sydkorea. Det är en spetshund som funnits i en isolerad population på ön Jindo. Det finns ingen skriftlig dokumentation om rasens ursprung. Den har använts som vakthund och jakthund och är en utpräglad enmanshund. Den har ett mycket vaksamt temperament.
Rasen är förklarad som ett nationellt arv 1938. Uppfödningen sköts av ett nationellt institut. Hundarna utvärderas vid sex månaders ålder, de som godkänns chipsmärks. Godkända hundar får inte lämna Jindo, de underkända måste lämna ön eller kastreras. Den första lagliga exporten ägde rum 2003.